# Jonquières (Vaucluse)
Jonquières is een gemeente in het Franse departement Vaucluse (regio Provence-Alpes-Côte d'Azur) en telt 3926 inwoners (1999). De plaats maakt sinds 1 januari 2017 deel uit van het arrondissement Carpentras.

## Geografie
De oppervlakte van Jonquières bedraagt 23,9 km², de bevolkingsdichtheid is 164,3 inwoners per km².
De onderstaande kaart toont de ligging van Jonquières (Vaucluse) met de belangrijkste infrastructuur en aangrenzende gemeenten.

## Demografie
Onderstaande figuur toont het verloop van het inwonertal (bron: INSEE-tellingen).